# Свірзька сільська рада
| Свірзька сільська рада — колишній орган місцевого самоврядування у Перемишлянському районі Львівської області з адміністративним центром у с. Свірж. Історична дата утворення: в 1939 році. Водоймища на території, підпорядкованій даній раді: річка Свірж. Сільській раді підпорядковані населені пункти: - с. Свірж - с. Глібовичі - с. Грабник - с. Задубина - с. Копань - с. Мивсева - с. Підвисоке |

## Склад ради
Рада складається з 16 депутатів та голови.

### Керівний склад ради
| ПІБ                       | Основні відомості                                                               | Дата обрання | Дата звільнення |
| ------------------------- | ------------------------------------------------------------------------------- | ------------ | --------------- |
| Качмарик Марія Миколаївна | Сільський голова, 1955 року народження, освіта, позапартійна                    | 26.03.2006   | 31.10.2010      |
| Серняк Іван Михайлович    | Сільський голова, 1978 року народження, освіта середня спеціальна, безпартійний | 31.10.2010   |                 |

Примітка: таблиця складена за даними джерела